# Марткопи
Марткопи (груз. მარტყოფი) — село в Гардабанском муниципалитете, края Квемо-Картли республики Грузия. Одно из древнейших сел Грузии.
Расположено на южном склоне Ялнинского хребта, в долинах рек Алихеви и Тевали, на высоте 770 метров над уровнем моря. Находится в 17 км на северо-восток от Тбилиси, в 2 км от столичной объездной дороги, в 55 км от районного центра, ближайшая железнодорожная станция — Вазиани (12 км).
Согласно переписи населения 2014 года, в деревне проживает 7397 человек.

## Предприятия и учреждения
Физико-географический стационар Тбилисского государственного университета.

## История
Территория Марткопи населена с I—II веков. До VI века место известно под названием Акриани (каменное место).
В VI веке здесь св. Антонием, одним из сирийских отцов, пришедших в Грузию, был основан монастырь. Сам святой выстроил себе отдельную башню и пребывал в ней в уединении. Считается, что это обстоятельство и дало новое название месте — в переводе с грузинского «марто мкопи» означает «находящийся в одиночестве». В 1725 году монастырь и все церкви были разрушены лезгинами.
В 1625 году в окрестностях села произошла битва между персами и грузинами.
Село было также известно как дачная местность, здесь находилась летняя резиденция экзарха Грузии.
Здесь работали видны деятели грузинской культуры Николай Черкезишвили (XVII-XVIII вв.), Иване Кобулашвили (XVIII в.), Стивен Джорджадзе (XVIII в.) и другие.

## Достопримечательности
- Марткопский монастырь[7][8]
- Башня Тушмалишвили

## Известные жители
Жил и был убит Кирион II (1855—1918) — с октября 1917 года католикос-патриарх Грузии, первый католикос-патриарх после провозглашения автокефалии Грузинской церкви.